# Phyle albifimbria
Phyle albifimbria là một loài bướm đêm trong họ Geometridae.